# 107ª Brigata di difesa territoriale
La 107ª Brigata autonoma di difesa territoriale (in ucraino 107-ма окрема бригада територіальної оборони?, 107-ma okrema bryhada terytorial'noї oborony, unità militare А7035) è la principale unità delle Forze di difesa territoriale dell'Ucraina dell'oblast' di Černivci, subordinata al Comando operativo "Ovest" delle Forze terrestri.

## Storia
Il 1 marzo 2018 è stata annunciata la creazione della brigata da parte del commissario militare regionale Volodymyr Švedjuk, la quale è stata costituita il 1 giugno successivo. Fra maggio e giugno 2019 si sono svolte una serie di esercitazioni di tiro, tattica e medicina.
L'unità è stata mobilitata in seguito all'invasione russa dell'Ucraina del 2022, e quattro giorni dopo l'inizio della guerra l'ufficio stampa del consiglio comunale di Černivci ha annunciato che tutti i battaglioni della brigata erano stati portati a ranghi completi. Il 13 aprile 2022 i soldati dell'unità hanno catturato un carro armato nemico, che è stato riparato ed inviato a rinforzare il 94º Battaglione. A settembre ha preso parte alla controffensiva ucraina nella regione di Charkiv, in supporto della 92ª Brigata meccanizzata. Il 3 dicembre 2022 la brigata ha ricevuto la bandiera di guerra da parte del comandante in capo delle Forze di difesa territoriale Ihor Tancjura. È rimasta schierata nell'area di Charkiv anche durante il 2023, collaborando con la 26ª Brigata artiglieria e un battaglione della 1ª Brigata operazioni speciali per il bombardamento di posizioni russe nell'oblast' di Belgorod. Nel 2024 il Distaccamento "Albin" della brigata, reparto per operazioni speciali formato nel 2022 da veterani del Reggimento Azov, si è unito ai ranghi del 5º Battaglione "Ljubart" della 12ª Brigata operazioni speciali per costituirne la 2ª Compagnia.

## Struttura
- Comando di brigata[10]
- 92º Battaglione di difesa territoriale (Černivci, unità militare А7185)[11]
- 93º Battaglione di difesa territoriale (Vyžnycja, unità militare А7186)[12]
- 94º Battaglione di difesa territoriale (Storožynec', unità militare А7187)[13]
- 95º Battaglione di difesa territoriale (Kicman', unità militare А7188)[14]
- 96º Battaglione di difesa territoriale (Novoselycja, unità militare А7219)[15]
- 97º Battaglione di difesa territoriale (Sokyrjany, unità militare А7220)[16]
- Unità di supporto

## Comandanti
- Colonnello Andrij Olijnyk (giugno 2018 - settembre 2021)[17]
- Colonnello Andrij Cisak (settembre 2021 - febbraio 2024)[18]
- Colonnello Serhij Prychod'ko (febbraio 2024 - marzo 2024) ad interim[19]
- Colonnello Ihor Isačenko (marzo 2024 - in carica)[20]